# Томаш Вагнер
Томаш Вагнер (чеськ. Tomáš Wágner, нар. 6 березня 1990, Прага) — чеський футболіст, нападник клубу «Яблонець».
В минулому виступав за «Пршибрам» та молодіжну збірну Чехії.

## Клубна кар'єра
Свою кар'єру Томаш почав у «Пршибрамі», де поступово пройшов шлях від юнацької до першої команди. Перший офіційний матч зіграв 23 травня 2009 року проти «Вікторії Жижков», де вийшов на заміну на 77 хвилині та забив свій перший гол. Всього провів в команді чотири сезони, взявши участь у 57 матчах чемпіонату.
У січні 2012 року перейшов в «Вікторію» (Пльзень) та підписав контракт на три з половиною роки. До кінця сезону впльзенців провів 12 матчів, після чого на наступний сезон відправився назад в «Пршибрам» на правах оренди, де провів 26 матчів та забив 6 м'ячів.
У липні 2013 року повернувся в «Вікторію». Наразі встиг відіграти за пльзенську команду 24 матчі в національному чемпіонаті.

## Виступи за збірну
Протягом 2011–2012 років залучався до складу молодіжної збірної Чехії. На молодіжному рівні зіграв у 11 офіційних матчах, забив 6 голів.